# Młodzieżowe Indywidualne Mistrzostwa Szwecji na Żużlu 1979
Młodzieżowe Indywidualne Mistrzostwa Szwecji na Żużlu 1979 – cykl turniejów żużlowych, mających wyłonić najlepszych szwedzkich żużlowców w kategorii do 21 lat, w sezonie 1979. Tytuł wywalczył Lars Rosberg. 

## Finał
- Motala, 22 września 1979

| Msc. | Zawodnik         | Klub        | Pkt   |  |  |
| ---- | ---------------- | ----------- | ----- |  |  |
| 1    | Lars Rosberg     | Lejonen     | 14 +3 |  |  |
| 2    | Christer Nilsson | Skepparna   | 14 +2 |  |  |
| 3    | Jerry Karlsson   | Skepparna   | 10 +3 |  |  |
| 4    | Björn Andersson  | Kaparna     | 10 +2 |  |  |
| 5    | Alf Trofast      | Lejonen     | 10 +1 |  |  |
| 6    | K-Å.Gudmundsson  | Masarna     | 10 +0 |  |  |
| 7    | Anders Eriksson  | Njudungarna | 9     |  |  |
| 8    | Sören Brolin     | Gamarna     | 7     |  |  |
| 9    | Peter Johansson  | Getingarna  | 7     |  |  |
| 10   | Robert Öhlin     | Smederna    | 7     |  |  |
| 11   | Hakan Andersson  | Indianerna  | 6     |  |  |
| 12   | Michael Aniander | Dackarna    | 6     |  |  |
| 13   | Sture Holm       | Gnistorna   | 4     |  |  |
| 14   | Kent Bäär        | Solkatterna | 2     |  |  |
| 15   | Kent Björk       | Solkatterna | 2     |  |  |
| 16   | Ulf Blomqvist    | Njudungarna | 0     |  |  |